# اندرو تریم
اندرو تریم (انگلیسی: Andrew Trim؛ زادهٔ ۳۰ دسامبر ۱۹۶۸) قایقران کانو اهل استرالیا است.